# Ferndale, Pennsylvania
Ferndale är en ort i Cambria County i delstaten Pennsylvania, USA.